# DevSlp
DevSlp или DevSleep (иногда называемый device sleep или SATA DEVSLP ) — это функция некоторых устройств SATA, которая после отправки соответствующего сигнала позволяет им переходить в «спящий режим» с низким энергопотреблением, который использует на один или два порядка меньше мощности, чем в обычном простое (около 5 мВт,  но некоторые устройства могут достигать 2,5 мВт  ). Эта функция была представлена компанией SanDisk  в партнерстве с компанией Intel .  Некоторые считают, что эта инициатива может привести к тому, что ноутбуки будут включаться практически мгновенно,  в то же время другие утверждают, что это означает, что ноутбуки могут оставаться включенными всё время и всегда быть доступными без негативного влияния на срок службы батареи. 
В традиционных режимах с низким энергопотреблением канал SATA должен оставаться подключенным для возможности получения команды пробуждения. С DevSlp иначе используются контакты 3.3 В разъема питания SATA, по нему передаётся сигнал DevSlp вместо постоянной передачи питания. Этот сигнал сможет разбудить диск, а также позволит отключить канал SATA, что еще больше снизит энергопотребление. 
Из-за особенностей работы, диски с поддержкой DevSleep могут не подходить для большинства настольных ПК и некоторых ноутбуков с питанием SATA 3.3. В; наличие напряжения 3.3 В приводит к тому, что диски с поддержкой DevSleep находятся в состоянии DevSlp постоянно.  Несовместимость между материнской платой настольного ПК и твердотельным накопителем SATA может быть разрешена путем отключения функции DevSleep с помощью разъема питания, который не соответствует стандарту +3.3. В.

## Внешние ссылки
- Описание функции сна устройства (DevSleep) на smarthdd.com